# Ben Johnson (Fußballspieler, 2000)
Benjamin Anthony Johnson (* 24. Januar 2000 in London) ist ein englischer Fußballspieler. Der Abwehrspieler steht aktuell bei Ipswich Town unter Vertrag.

## Karriere

### Verein
Johnson wurde in London geboren. Er kommt aus einer Familie von Fußballspielern, so spielte sein Onkel Paul Parker 19 Mal für die englische Fußballnationalmannschaft sowie sein Cousin Ledley King 21 Mal für die englische Fußballnationalmannschaft. Johnson selbst begann seine Fußballkarriere in der Jugend von West Ham United, als er sieben Jahre alt war. Im Verein durchlief er auch alle Jugendmannschaften. Ab 2016 wurde er für West Hams Nachwuchsmannschaften in der U-18 Premier League und der Premier League 2 eingesetzt. Daneben trainierte er regelmäßig auch mit der Profimannschaft. Kurz nach seinem 18. Geburtstag unterschrieb er im Januar 2018 einen Profivertrag bei West Ham United. Sein Profidebüt gab er schließlich etwas mehr als ein Jahr später am 27. Februar 2019 bei der 0:1-Niederlage gegen Manchester City, bei der er auch direkt in der Startformation stand.
Auch in der folgenden Saison gehörte Johnson meist der zweiten Mannschaft in der Premier League 2 an, gegen Ende der Saison gehörte er jedoch auch öfters zum Kader der 1. Mannschaft in der Premier League und spielte an den letzten drei Spieltagen sogar jeweils über 90 Minuten. In der Saison 2020/21 gehörte er schließlich fest zum Kader der 1. Mannschaft. Am 27. Dezember 2020 konnte er schließlich sein erstes Tor in der Liga erzielen, als er in der 60. Spielminute zum 1:1-Ausgleich gegen Brighton & Hove Albion traf. Das Spiel endete 2:2 unentschieden. Nach Saisonende wurde er zum West Ham Young Player of the Season gewählt.
In der Saison 2021/22 blieb Johnson ein wichtiger Bestandteil der Mannschaft von West Ham, allerdings war er auch kein fester Stammspieler. Neben regelmäßigen Einsätzen in der Premier League stand er auch oftmals in der Europa League in der Startformation, wo er mit seiner Mannschaft das Halbfinale erreichte, dort jedoch dem späteren Sieger Eintracht Frankfurt unterlag. Am 31. Oktober 2021 konnte er beim 4:1-Sieg gegen Aston Villa sein zweites Ligator für West Ham erzielen. Im Februar 2022 zog West Ham eine Vertragsoption, wodurch sich Johnsons Vertrag beim Verein automatisch um zwei Jahre bis zum Sommer 2024 verlängerte. Nach Saisonende wurde er erneut zum West Ham Young Player of the Season gewählt. Auch in der Saison 2022/23 kam er regelmäßig zum Einsatz, allerdings bremsten ihn auch Verletzungen aus.
Im Juli 2024 wechselte er zu Ipswich Town und unterschrieb dort einen Vertrag bis 2028.

### Nationalmannschaft
Ben Johnson wurde im März 2022 erstmals in den Kader der englischen U-21-Nationalmannschaft berufen. Am 29. März 2022 debütierte er für die englische Auswahl bei einem 3:0-Auswärtssieg in Albanien. Seitdem wurde er regelmäßig erneut in den Kader berufen, wo er als Linksverteidiger gesetzt ist. Bei der U-21-Fußball-Europameisterschaft 2023, bei der er vier Spiele absolvierte, gewann er mit der englischen Mannschaft den Titel.